# Liste des maires de La Ferté-Bernard
La liste des maires de La Ferté-Bernard présente la liste des maires de la commune française de La Ferté-Bernard, située dans le département de la Sarthe en région Pays de la Loire.

## Liste des maires

### Entre 1790 et 1944
| Période | Période         | Identité                             | Étiquette | Qualité |
| ------- | --------------- | ------------------------------------ | --------- | --- |
| 1790    | 1791            | de Simiane                           |           | |
| 1791    | 1791            | Thomas Denis Verdier du Clos         |           | |
| 1791    | 1792            | Julien Charles Launay                |           | |
| 1792    | 1798            | Louis Vérité                         |           | |
| 1798    | 1801            | Gabriel Moulinneuf                   |           | |
| 1801    | 1813            | Michel Delamustière                  |           | |
| 1813    | 1815            | Jacques Chauvel                      |           | Notaire, propriétaire |
| 1815    | 1820            | François Balleux                     |           | Propriétaire |
| 1820    | 1821            | Jean François Guerrier               |           | |
| 1821    | 1830            | François Augustin Trassard Deslandes |           | |
| 1830    | 1836            | Isidore Clotté (1)                   |           | Pharmacien Conseiller général de La Ferté-Bernard (1833 → 1842)                                                                    |
| 1836    | 1837            | Sébastien Lejeune (1)                |           | Propriétaire |
| 1838    | 1841            | Ulysse Chancerel (1798-1879)         |           | Notaire, juge de paix |
| 1841    | 1846            | Sébastien Lejeune (2)                |           | Propriétaire |
| 1846    | 1848            | Louis Jean Lambert                   |           | |
| 1848    | 1852            | Isidore Clotté (2)                   |           | Pharmacien |
| 1852    | 1859            | Émile Bordier                        |           | Notaire |
| 1859    | 1870            | Paul Guerrier                        |           | |
| 1870    | 1874            | Charles Tessier                      |           | |
| 1874    | 1878            | Louis Lemineur                       |           | |
| 1878    | 1879            | Honoré Tessier                       |           | |
| 1880    | 1882            | Étienne Virette (1)                  |           | |
| 1882    | 1884            | Alphonse Coupé                       |           | Médecin |
| 1884    | 1888            | Étienne Virette (2)                  |           | |
| 1889    | 1889            | Théodule Richard (1)                 |           | |
| 1889    | 1892            | Hubert Barbay (1823-1892)            |           | Médecin |
| 1893    | 1895            | Théodule Richard (2)                 |           | |
| 1896    | 1910            | Auguste Cohin (1852-1911)            | Rad.      | Adjoint au maire (1892 → 1896) Conseiller d'arrondissement                                                                         |
| 1910    | 18 octobre 1941 | Georges Desnos (1871-1944)           | PRRRS     | Ancien négociant Conseiller général de La Ferté-Bernard (1931 → 1941) Chevalier de la Légion d'honneur (1935) Démissionné d'office |
| 1941    | 1944            | Raoul Bellanger                      | URD       | Imprimeur Nommé conseiller départemental en 1943                                                                                   |

### Depuis 1944
Depuis la Libération, huit maires se sont succédé à la tête de la commune.
| Période        | Période                   | Identité                     | Étiquette   | Qualité |
| -------------- | ------------------------- | ---------------------------- | ----------- | --- |
| 11 août 1944   | 13 août 1944              | Georges Desnos, (1871-1944)  | PRRRS       | Ancien négociant Chevalier de la Légion d'honneur (1935) Nommé par le Comité local de Libération, décédé en fonction |
| 1944           | octobre 1947              | Gustave Bourlier (1884-1977) |             | Artisan plombier Chevalier de la Légion d'honneur |
| octobre 1947   | mai 1953                  | Jean Béalet (1892-1957)      |             | Industriel |
| mai 1953       | avril 1963                | Pierre Brûlé (1904-1963)     |             | Minotier Chevalier de l'Ordre du Mérite social (1958) Décédé en fonction |
| 9 mai 1963     | 23 mai 1975               | Paul Chapron (1902-1975)     | UDR         | Ancien négociant en beurre Chevalier de l'Ordre national du Mérite (1971) Décédé en fonction |
| 7 juillet 1975 | 16 mars 2008              | Pierre Coutable              | RI puis DVD | Commerçant Conseiller général de La Ferté-Bernard (1982 → 2001) |
| 16 mars 2008   | 26 juin 2017              | Jean-Carles Grelier          | UMP-LR      | Avocat Député de la Sarthe (5e circ.) (2017 → ) Conseiller départemental de La Ferté-Bernard (2015 → ) Vice-président du conseil départemental (2015 → 2017) Président de la CC de l'Huisne Sarthoise (2006 → 2017) Suppléant du député Dominique Le Mèner (2002 → 2017) Démissionnaire après son élection comme député |
| 26 juin 2017   | En cours (au 26 mai 2020) | Didier Reveau                | UDI         | Directeur administratif et financier Président de la CC de l'Huisne Sarthoise (2017 → ) Réélu pour le mandat 2020-2026 |

## Conseil municipal actuel
Les 29 sièges composant le conseil municipal ont été pourvus le 15 mars 2020 lors du premier tour de scrutin. Une seule liste s'étant présentée aux suffrages, aucune opposition ne siège au conseil municipal. Actuellement, sa répartition est la suivante : 

## Résultats des élections municipales

### Élection municipale de 2020
|                          | Didier Reveau * | DVC-UDI     | 1 380 | 100,00 | 29 | 16 |
| Fiers d'être Fertois     |                 |             | 1 380 | 100,00 | 29 | 16 |
|                          |                 |             |       |        |    |    |
| Inscrits                 | Inscrits        | Inscrits    | 6 049 | 100,00 |    |    |
| Abstentions              | Abstentions     | Abstentions | 4 511 | 74,57  |    |    |
| Votants                  | Votants         | Votants     | 1 538 | 25,43  |    |    |
| Blancs                   | Blancs          | Blancs      | 62    | 4,03   |    |    |
| Nuls                     | Nuls            | Nuls        | 96    | 6,24   |    |    |
| Exprimés                 | Exprimés        | Exprimés    | 1 380 | 89,73  |    |    |
| * Liste du maire sortant |                 |             |       |        |    |    |

### Élection municipale de 2014
|                                           | Jean-Carles Grelier * | DVD-UMP          | 2 595 | 76,16  | 26 | 15 |  |  |
| Jean-Carles Grelier pour la Ferté-Bernard |                       |                  | 2 595 | 76,16  | 26 | 15 |  |  |
|                                           | Annette Moriette      | PS-PCF-EELV (UG) | 812   | 23,83  | 3  | 2  |  |  |
| Liste d'une gauche citoyenne et sociale   |                       |                  | 812   | 23,83  | 3  | 2  |  |  |
|                                           |                       |                  |       |        |    |    |  |  |
| Inscrits                                  | Inscrits              | Inscrits         | 6 111 | 100,00 |    |    |  |  |
| Abstentions                               | Abstentions           | Abstentions      | 2 510 | 41,07  |    |    |  |  |
| Votants                                   | Votants               | Votants          | 3 601 | 58,93  |    |    |  |  |
| Blancs et nuls                            | Blancs et nuls        | Blancs et nuls   | 194   | 5,39   |    |    |  |  |
| Exprimés                                  | Exprimés              | Exprimés         | 3 407 | 94,61  |    |    |  |  |
| * Liste du maire sortant                  |                       |                  |       |        |    |    |  |  |

### Élection municipale de 2008
|                                           | Jean-Carles Grelier | DVD-UMP        | 2 664 | 70,38  | 25 |  |  |  |
| Jean-Carles Grelier pour La Ferté-Bernard |                     |                | 2 664 | 70,38  | 25 |  |  |  |
|                                           | Claude Drouet       | PCF-PS         | 1 121 | 29,62  | 4  |  |  |  |
| Rassemblement de la gauche fertoise       |                     |                | 1 121 | 29,62  | 4  |  |  |  |
|                                           |                     |                |       |        |    |  |  |  |
| Inscrits                                  | Inscrits            | Inscrits       | 6 209 | 100,00 |    |  |  |  |
| Abstentions                               | Abstentions         | Abstentions    | 2 230 | 35,92  |    |  |  |  |
| Votants                                   | Votants             | Votants        | 3 979 | 64,08  |    |  |  |  |
| Blancs ou nuls                            | Blancs ou nuls      | Blancs ou nuls | 194   | 4,88   |    |  |  |  |
| Exprimés                                  | Exprimés            | Exprimés       | 3 785 | 95,12  |    |  |  |  |
| * Liste du maire sortant                  |                     |                |       |        |    |  |  |  |